# Şevki Vanlı
Fazıl Aysu (Konya, 1926 – Ankara, 2008. július 29.) török építész. 

## Életrajz
1954-ben a Galatasaray Lisesi intézményében érettségizett, majd Olaszországban, a Firenzei Egyetem Építészmérnöki Karán diplomázott, ezután Ankarába költözött és szabadúszó építész lett (ebben az időszakban többször együtt dolgozott Ersen Gömleksizoğlu török építésszel). A diákévek alatt többek között Giovanni Michelucci, Edoardo Detti és Alessandro Ricci híres olasz építészek voltak tanárai.
Nemzeti Építészeti díjjal jutalmazták a bursai Központi Bank épületének terveit, majd 1966-ban a tervei alapján épült meg Ankarában a Honvédelmi Minisztérium épülete.
1959-1969 között főtitkára, majd elnökhelyettese lett a török Építész Kamarának, eközben különféle szakmai folyóiratokban is publikált.
1986-ban az építészeti oktatás fejlődését szem előtt tartva, megalapította az alapítványi Ş.V.M.V. építészeti iskolát (törökül: Şevki Vanlı Mimarlık Vakfı).

## Munkássága
Jelentős, de meg nem épült tervei:
- Nemzeti Könyvtár, Ankara (1968),
- Mezőgazdasági Bank épülete, Aydın, (1969),
- Nemzeti Kulturális Központ, Algéria, (1984-1986).

| év        | megnevezés              | város           |
| --------- | ----------------------- | --------------- |
| 1999      | Leyla ifjúsági apartman | Ankara          |
| 1982      | Török Nagykövetség      | Tripoli (Líbia) |
| 1979      | ikerház                 | Ankara          |
| 1975-1977 | várostervezés           | Mersin          |
| 1965      | Központi Bank           | Bursa           |
| 1954      | kertes apartman         | Ankara          |

## Fordítás
- Ez a szócikk részben vagy egészben  a(z)   Şevki Vanlı című török Wikipédia-szócikk fordításán alapul.  Az eredeti cikk szerkesztőit annak laptörténete sorolja fel. Ez a jelzés csupán a megfogalmazás eredetét és a szerzői jogokat jelzi, nem szolgál a cikkben szereplő információk forrásmegjelöléseként.